# Bernhard Ernst von Bülow
Bernhard Ernst von Bülow (født 2. august 1815 i Cismar i hertugdømmet Holsten, i det nuværende Grömitz; Slesvig-Holsten, død 20. oktober 1879 i Frankfurt am Main) var en dansk og tysk embedsmand og politiker. Han var statssekretær, og dermed leder af udenrigsdepartementet for Det tyske kejserrige.

## Liv og virke

### Baggrund
Bülow blev født i Hertugdømmet Holsten som søn af den danske embedsmand Adolf von Bülow og tilhørte en kendt mecklenburgsk adelsslægt. Han studerede jura ved universiteterne i Berlin, Göttingen og Kiel.

### Karriere
Bülow begyndte sin karriere i dansk tjeneste, først ved det tyske kancelli i København (kancelliet for Slesvig, Holsten og Lauenburg), og senere i den diplomatiske tjeneste.
I 1842 blev han rådgiver for legation, og i 1847 dansk chargé d'affaires for hansestæderne, hvor hans omgang i borgerskabet førte til, at han blev kendt med den rige Louise Victorine Rücker, som han giftede sig med i 1848.
Da oprøret brød ud i hertugdømmerne ved Elben i 1848, forlod han den danske tjeneste. Han tilbød sine tjenester til den midlertidige regering i Kiel, men blev dér afvist.
I 1849 gik han på ny i dansk tjeneste, blev udnævnt til gehejmekammerherre og i 1850 sendt til forbundsdagen i Frankfurt am Main for at repræsentere hertugdømmerne Slesvig og Holsten. Her kom han i kontakt med Otto von Bismarck, som beundrede hans behandling af problemerne knyttet til spørgsmålet om Slesvig-Holsten. Det radikale Ejder-danskerparti i Slesvig-Holsten brød han sig til gengæld ikke om, og da dette parti kom til magten i 1862 blev han kaldt tilbage fra Frankfurt.
Han gik derefter i storhertugen af Mecklenburg-Strelitz' tjeneste, og blev hertugdømmets regeringschef. I 1867 blev han fuldmægtig for de to hertugdømmer Mecklenburg i Det nordtyske forbunds forbundsråd, hvor han udmærkede sig med sit vellykkede forsvar af hertugdømmernes middelalderlige konstitution, mod liberale angreb.

### I preussisk tjeneste
Bismarck overbeviste Bülow om at gå i Preussens tjeneste, og i 1873 blev han udnævnt til preussisk udenrigsstatssekretær. Frem til sin død var han kanslerens mest loyale medarbejder. I 1875 blev han preussisk fuldmægtig i Forbundsrådet. I 1877 blev han udnævnt til tysk udenrigssekretær (udenrigsminister), og i 1878 var han sammen med Bismarck og fyrst Chlodwig zu Hohenlohe-Schillingsfürst preussisk fuldmægtig ved Berlinerkongressen.
Han døde i 1879 i Frankfurt. Af hans seks sønner blev den ældste, Bernhard Heinrich Karl, senere tysk udenrigsminister og rigskansler.